# Compañía de Ingenieros de Construcciones de Montaña 5
La Compañía de Ingenieros de Construcciones de Montaña 5 (Ca Ing Const M 5) es una unidad independiente (o «elemento» en la jerga militar) de ingenieros del Ejército Argentino con asiento en la guarnición de La Rioja que es parte de la V Brigada de Montaña "Grl. Manuel Belgrano" de Salta.
Esta compañía de ingenieros única en su tipo fue establecida en 1996 sobre la base de la ex Compañía de Ingenieros 141 (disuelta) dependiente del III Cuerpo de Ejército "Ejército del Norte".

## Actividades
En 2022, como parte de la formación de la brigada USAR (búsqueda y rescate urbano) del Ejército Argentino, este elemento participó del curso de búsqueda y rescate en estructuras colapsadas, dictado en el Regimiento de Infantería de Montaña 22 de San Juan.